# Tour Down Under 2024
La 24e édition du Tour Down Under (officiellement nommé Santos Tour Down Under), une course cycliste par étapes, a lieu du 16 au 21 janvier 2024 en Australie. L'épreuve se déroule sur six jours entre Tanunda et le mont Lofty sur un parcours de 824,6 km. C'est la première épreuve de l'UCI World Tour 2024, le calendrier le plus important du cyclisme sur route.

## Présentation

### Parcours
L'épreuve est constituée de six étapes en ligne. Les deux dernières sont les plus montagneuses et devraient être décisives pour le classement général final. La 5e étape franchit deux fois le Willunga Hill long de 3 kilomètres, avec 224 mètres de dénivelé positif et une pente maximale de 15,6 %, effectuant un premier passage au kilomètre 106,6 de l’étape et un second passage lors de l'arrivée. La 6e étape se termine au sommet du mont Lofty (1,3 kilomètre avec une pente maximale de 13,3 %).

### Équipes
| WorldTeams (18)- Alpecin-Deceuninck - Arkéa-B&B Hotels - Astana Qazaqstan Team - Bora-Hansgrohe - Cofidis - EF Education-EasyPost - Ineos Grenadiers - Intermarché-Wanty - Lidl-Trek - Movistar Team - Soudal Quick-Step - Team Jayco AlUla - Team Visma \| Lease a Bike - UAE Team Emirates - Team dsm-firmenich PostNL - Bahrain Victorious - Groupama-FDJ - Decathlon-AG2R La Mondiale ProTeam- Israel-Premier Tech Équipe nationale- Australie |
| |

## Étapes
Ce Tour Down Under comporte six étapes pour un total de 824,6 kilomètres à parcourir.
| Étape     | Date     | Villes étapes                   | type                      | Distance (km) | Dénivelé (m) | Vainqueur d'étape | Leader du classement général |
| --------- | -------- | ------------------------------- | ------------------------- | ------------- | ------------ | ----------------- | ---------------------------- |
| 1re étape | 16 janv. | Tanunda – Tanunda               | étape de plaine           | 144           | 1 381 m      | Sam Welsford      | Sam Welsford                 |
| 2e étape  | 17 janv. | Norwood – Lobethal              | étape vallonnée           | 141,6         | 2 269 m      | Isaac Del Toro    | Isaac Del Toro               |
| 3e étape  | 18 janv. | Tea Tree Gully – Campbelltown   | étape de plaine           | 145,3         | 1 606 m      | Sam Welsford      | Isaac Del Toro               |
| 4e étape  | 19 janv. | Murray Bridge – Port Elliot     | étape de plaine           | 136,2         | 575 m        | Sam Welsford      | Isaac Del Toro               |
| 5e étape  | 20 janv. | Christies Beach – Willunga Hill | étape de moyenne montagne | 129,3         | 1 437 m      | Oscar Onley       | Stephen Williams             |
| 6e étape  | 21 janv. | Unley – mont Lofty              | étape de moyenne montagne | 128,2         | 2 344 m      | Stephen Williams  | Stephen Williams             |

## Déroulement de la course

### 1reétape
Bien emmené par son équipier Danny van Poppel, Sam Welsford gagne la 1re étape à Tanunda lors d'un sprint royal devant Phil Bauhaus, Biniam Girmay et Caleb Ewan et s'empare du maillot de leader.
| \| Classement de l'étape \| Classement de l'étape \| Classement de l'étape \| Classement de l'étape \| Classement de l'étape \| \| Coureur \| Coureur \| Pays \| Équipe \| Temps \| \| --------------------- \| --------------------- \| --------------------- \| --------------------- \| --------------------- \| \| 1er \| Sam Welsford \| Australie \| Bora-Hansgrohe \| 3 h 25 min 56 s \| \| 2e \| Phil Bauhaus \| Allemagne \| Bahrain Victorious \| + 0 s \| \| 3e \| Biniam Girmay \| Érythrée \| Intermarché-Wanty \| + 0 s \| \| 4e \| Caleb Ewan \| Australie \| Team Jayco AlUla \| + 0 s \| \| 5e \| Jhonatan Narváez \| Équateur \| Ineos Grenadiers \| + 0 s \| \| 6e \| Max Kanter \| Allemagne \| Astana Qazaqstan Team \| + 0 s \| \| 7e \| Danny van Poppel \| Pays-Bas \| Bora-Hansgrohe \| + 0 s \| \| 8e \| Corbin Strong \| Nouvelle-Zélande \| Israel-Premier Tech \| + 0 s \| \| 9e \| Madis Mihkels \| Estonie \| Intermarché-Wanty \| + 0 s \| \| 10e \| Mathias Vacek \| Tchéquie \| Lidl-Trek \| + 0 s \| |                  |                  |                       |                 |
| |                  |                  |                       |                 |
| Source : ProCyclingStats |                  |                  |                       |                 |
| Classement de l'étape |                  |                  |                       |                 |
| Coureur | Coureur          | Pays             | Équipe                | Temps           |
| 1er | Sam Welsford     | Australie        | Bora-Hansgrohe        | 3 h 25 min 56 s |
| 2e | Phil Bauhaus     | Allemagne        | Bahrain Victorious    | + 0 s           |
| 3e | Biniam Girmay    | Érythrée         | Intermarché-Wanty     | + 0 s           |
| 4e | Caleb Ewan       | Australie        | Team Jayco AlUla      | + 0 s           |
| 5e | Jhonatan Narváez | Équateur         | Ineos Grenadiers      | + 0 s           |
| 6e | Max Kanter       | Allemagne        | Astana Qazaqstan Team | + 0 s           |
| 7e | Danny van Poppel | Pays-Bas         | Bora-Hansgrohe        | + 0 s           |
| 8e | Corbin Strong    | Nouvelle-Zélande | Israel-Premier Tech   | + 0 s           |
| 9e | Madis Mihkels    | Estonie          | Intermarché-Wanty     | + 0 s           |
| 10e | Mathias Vacek    | Tchéquie         | Lidl-Trek             | + 0 s           |

| \| Classement général \| Classement général \| Classement général \| Classement général \| Classement général \| \| Coureur \| Coureur \| Pays \| Équipe \| Temps \| \| ------------------ \| ------------------ \| ------------------ \| --------------------- \| ------------------ \| \| 1er \| Sam Welsford \| Australie \| Bora-Hansgrohe \| 3 h 25 min 46 s \| \| 2e \| Phil Bauhaus \| Allemagne \| Bahrain Victorious \| + 4 s \| \| 3e \| Biniam Girmay \| Érythrée \| Intermarché-Wanty \| + 6 s \| \| 4e \| Corbin Strong \| Nouvelle-Zélande \| Israel-Premier Tech \| + 7 s \| \| 5e \| Georg Zimmermann \| Allemagne \| Intermarché-Wanty \| + 7 s \| \| 6e \| Finn Fisher-Black \| Nouvelle-Zélande \| UAE Team Emirates \| + 7 s \| \| 7e \| Louis Barré \| France \| Arkéa-B&B Hotels \| + 8 s \| \| 8e \| Jhonatan Narváez \| Équateur \| Ineos Grenadiers \| + 9 s \| \| 9e \| Caleb Ewan \| Australie \| Team Jayco AlUla \| + 10 s \| \| 10e \| Max Kanter \| Allemagne \| Astana Qazaqstan Team \| + 10 s \| |                   |                  |                       |                 |
| |                   |                  |                       |                 |
| Source : ProCyclingStats |                   |                  |                       |                 |
| Classement général |                   |                  |                       |                 |
| Coureur | Coureur           | Pays             | Équipe                | Temps           |
| 1er | Sam Welsford      | Australie        | Bora-Hansgrohe        | 3 h 25 min 46 s |
| 2e | Phil Bauhaus      | Allemagne        | Bahrain Victorious    | + 4 s           |
| 3e | Biniam Girmay     | Érythrée         | Intermarché-Wanty     | + 6 s           |
| 4e | Corbin Strong     | Nouvelle-Zélande | Israel-Premier Tech   | + 7 s           |
| 5e | Georg Zimmermann  | Allemagne        | Intermarché-Wanty     | + 7 s           |
| 6e | Finn Fisher-Black | Nouvelle-Zélande | UAE Team Emirates     | + 7 s           |
| 7e | Louis Barré       | France           | Arkéa-B&B Hotels      | + 8 s           |
| 8e | Jhonatan Narváez  | Équateur         | Ineos Grenadiers      | + 9 s           |
| 9e | Caleb Ewan        | Australie        | Team Jayco AlUla      | + 10 s          |
| 10e | Max Kanter        | Allemagne        | Astana Qazaqstan Team | + 10 s          |

### 2eétape
Attaquant seul dans le dernier kilomètre, le jeune mexicain Isaac Del Toro s'impose sur la deuxième étape, résistant in extremis au retour d’un peloton fort de 78 hommes. Il s'empare du maillot ocre de leader.
| \| Classement de l'étape \| Classement de l'étape \| Classement de l'étape \| Classement de l'étape \| Classement de l'étape \| \| Coureur \| Coureur \| Pays \| Équipe \| Temps \| \| --------------------- \| --------------------- \| --------------------- \| --------------------- \| --------------------- \| \| 1er \| Isaac Del Toro \| Mexique \| UAE Team Emirates \| 3 h 29 min 37 s \| \| 2e \| Corbin Strong \| Nouvelle-Zélande \| Israel-Premier Tech \| + 0 s \| \| 3e \| Stephen Williams \| Royaume-Uni \| Israel-Premier Tech \| + 0 s \| \| 4e \| Biniam Girmay \| Érythrée \| Intermarché-Wanty \| + 0 s \| \| 5e \| Caleb Ewan \| Australie \| Team Jayco AlUla \| + 0 s \| \| 6e \| Lars Boven \| Pays-Bas \| Alpecin-Deceuninck \| + 0 s \| \| 7e \| Ruben Guerreiro \| Portugal \| Movistar Team \| + 0 s \| \| 8e \| Danny van Poppel \| Pays-Bas \| Bora-Hansgrohe \| + 0 s \| \| 9e \| Max Kanter \| Allemagne \| Astana Qazaqstan Team \| + 0 s \| \| 10e \| Laurence Pithie \| Nouvelle-Zélande \| Groupama-FDJ \| + 0 s \| |                  |                  |                       |                 |
| |                  |                  |                       |                 |
| Source : ProCyclingStats |                  |                  |                       |                 |
| Classement de l'étape |                  |                  |                       |                 |
| Coureur | Coureur          | Pays             | Équipe                | Temps           |
| 1er | Isaac Del Toro   | Mexique          | UAE Team Emirates     | 3 h 29 min 37 s |
| 2e | Corbin Strong    | Nouvelle-Zélande | Israel-Premier Tech   | + 0 s           |
| 3e | Stephen Williams | Royaume-Uni      | Israel-Premier Tech   | + 0 s           |
| 4e | Biniam Girmay    | Érythrée         | Intermarché-Wanty     | + 0 s           |
| 5e | Caleb Ewan       | Australie        | Team Jayco AlUla      | + 0 s           |
| 6e | Lars Boven       | Pays-Bas         | Alpecin-Deceuninck    | + 0 s           |
| 7e | Ruben Guerreiro  | Portugal         | Movistar Team         | + 0 s           |
| 8e | Danny van Poppel | Pays-Bas         | Bora-Hansgrohe        | + 0 s           |
| 9e | Max Kanter       | Allemagne        | Astana Qazaqstan Team | + 0 s           |
| 10e | Laurence Pithie  | Nouvelle-Zélande | Groupama-FDJ          | + 0 s           |

| \| Classement général \| Classement général \| Classement général \| Classement général \| Classement général \| \| Coureur \| Coureur \| Pays \| Équipe \| Temps \| \| ------------------ \| ------------------ \| ------------------ \| ------------------- \| ------------------ \| \| 1er \| Isaac Del Toro \| Mexique \| UAE Team Emirates \| 6 h 55 min 22 s \| \| 2e \| Corbin Strong \| Nouvelle-Zélande \| Israel-Premier Tech \| + 2 s \| \| 3e \| Biniam Girmay \| Érythrée \| Intermarché-Wanty \| + 7 s \| \| 4e \| Stephen Williams \| Royaume-Uni \| Israel-Premier Tech \| + 7 s \| \| 5e \| Georg Zimmermann \| Allemagne \| Intermarché-Wanty \| + 8 s \| \| 6e \| Finn Fisher-Black \| Nouvelle-Zélande \| UAE Team Emirates \| + 8 s \| \| 7e \| Louis Barré \| France \| Arkéa-B&B Hotels \| + 9 s \| \| 8e \| Caleb Ewan \| Australie \| Team Jayco AlUla \| + 10 s \| \| 9e \| Jhonatan Narváez \| Équateur \| Ineos Grenadiers \| + 10 s \| \| 10e \| Danny van Poppel \| Pays-Bas \| Bora-Hansgrohe \| + 11 s \| |                   |                  |                     |                 |
| |                   |                  |                     |                 |
| Source : ProCyclingStats |                   |                  |                     |                 |
| Classement général |                   |                  |                     |                 |
| Coureur | Coureur           | Pays             | Équipe              | Temps           |
| 1er | Isaac Del Toro    | Mexique          | UAE Team Emirates   | 6 h 55 min 22 s |
| 2e | Corbin Strong     | Nouvelle-Zélande | Israel-Premier Tech | + 2 s           |
| 3e | Biniam Girmay     | Érythrée         | Intermarché-Wanty   | + 7 s           |
| 4e | Stephen Williams  | Royaume-Uni      | Israel-Premier Tech | + 7 s           |
| 5e | Georg Zimmermann  | Allemagne        | Intermarché-Wanty   | + 8 s           |
| 6e | Finn Fisher-Black | Nouvelle-Zélande | UAE Team Emirates   | + 8 s           |
| 7e | Louis Barré       | France           | Arkéa-B&B Hotels    | + 9 s           |
| 8e | Caleb Ewan        | Australie        | Team Jayco AlUla    | + 10 s          |
| 9e | Jhonatan Narváez  | Équateur         | Ineos Grenadiers    | + 10 s          |
| 10e | Danny van Poppel  | Pays-Bas         | Bora-Hansgrohe      | + 11 s          |

### 3eétape
Nouveau sprint massif et deuxième victoire pour Sam Welsford. L’Australien de la Bora-Hansgrohe double la mise et s’impose comme le meilleur sprinteur de la compétition, sur ses terres en Australie.
| \| Classement de l'étape \| Classement de l'étape \| Classement de l'étape \| Classement de l'étape \| Classement de l'étape \| \| Coureur \| Coureur \| Pays \| Équipe \| Temps \| \| --------------------- \| --------------------- \| --------------------- \| ------------------------- \| --------------------- \| \| 1er \| Sam Welsford \| Australie \| Bora-Hansgrohe \| 3 h 20 min 42 s \| \| 2e \| Elia Viviani \| Italie \| Ineos Grenadiers \| + 0 s \| \| 3e \| Daniel McLay \| Royaume-Uni \| Arkéa-B&B Hotels \| + 0 s \| \| 4e \| Laurence Pithie \| Nouvelle-Zélande \| Groupama-FDJ \| + 0 s \| \| 5e \| Max Kanter \| Allemagne \| Astana Qazaqstan Team \| + 0 s \| \| 6e \| Caleb Ewan \| Australie \| Team Jayco AlUla \| + 0 s \| \| 7e \| Álvaro Hodeg \| Colombie \| UAE Team Emirates \| + 0 s \| \| 8e \| Biniam Girmay \| Érythrée \| Intermarché-Wanty \| + 0 s \| \| 9e \| Jhonatan Narváez \| Équateur \| Ineos Grenadiers \| + 0 s \| \| 10e \| Emīls Liepiņš \| Lettonie \| Team dsm-firmenich PostNL \| + 0 s \| |                  |                  |                           |                 |
| |                  |                  |                           |                 |
| Source : ProCyclingStats |                  |                  |                           |                 |
| Classement de l'étape |                  |                  |                           |                 |
| Coureur | Coureur          | Pays             | Équipe                    | Temps           |
| 1er | Sam Welsford     | Australie        | Bora-Hansgrohe            | 3 h 20 min 42 s |
| 2e | Elia Viviani     | Italie           | Ineos Grenadiers          | + 0 s           |
| 3e | Daniel McLay     | Royaume-Uni      | Arkéa-B&B Hotels          | + 0 s           |
| 4e | Laurence Pithie  | Nouvelle-Zélande | Groupama-FDJ              | + 0 s           |
| 5e | Max Kanter       | Allemagne        | Astana Qazaqstan Team     | + 0 s           |
| 6e | Caleb Ewan       | Australie        | Team Jayco AlUla          | + 0 s           |
| 7e | Álvaro Hodeg     | Colombie         | UAE Team Emirates         | + 0 s           |
| 8e | Biniam Girmay    | Érythrée         | Intermarché-Wanty         | + 0 s           |
| 9e | Jhonatan Narváez | Équateur         | Ineos Grenadiers          | + 0 s           |
| 10e | Emīls Liepiņš    | Lettonie         | Team dsm-firmenich PostNL | + 0 s           |

| \| Classement général \| Classement général \| Classement général \| Classement général \| Classement général \| \| Coureur \| Coureur \| Pays \| Équipe \| Temps \| \| ------------------ \| ------------------ \| ------------------ \| --------------------- \| ------------------ \| \| 1er \| Isaac Del Toro \| Mexique \| UAE Team Emirates \| 10 h 16 min 04 s \| \| 2e \| Corbin Strong \| Nouvelle-Zélande \| Israel-Premier Tech \| + 2 s \| \| 3e \| Axel Mariault \| France \| Cofidis \| + 5 s \| \| 4e \| Biniam Girmay \| Érythrée \| Intermarché-Wanty \| + 7 s \| \| 5e \| Stephen Williams \| Royaume-Uni \| Israel-Premier Tech \| + 7 s \| \| 6e \| Stefan de Bod \| Afrique du Sud \| EF Education-EasyPost \| + 7 s \| \| 7e \| Georg Zimmermann \| Allemagne \| Intermarché-Wanty \| + 8 s \| \| 8e \| Finn Fisher-Black \| Nouvelle-Zélande \| UAE Team Emirates \| + 8 s \| \| 9e \| Louis Barré \| France \| Arkéa-B&B Hotels \| + 9 s \| \| 10e \| Caleb Ewan \| Australie \| Team Jayco AlUla \| + 10 s \| |                   |                  |                       |                  |
| |                   |                  |                       |                  |
| Source : ProCyclingStats |                   |                  |                       |                  |
| Classement général |                   |                  |                       |                  |
| Coureur | Coureur           | Pays             | Équipe                | Temps            |
| 1er | Isaac Del Toro    | Mexique          | UAE Team Emirates     | 10 h 16 min 04 s |
| 2e | Corbin Strong     | Nouvelle-Zélande | Israel-Premier Tech   | + 2 s            |
| 3e | Axel Mariault     | France           | Cofidis               | + 5 s            |
| 4e | Biniam Girmay     | Érythrée         | Intermarché-Wanty     | + 7 s            |
| 5e | Stephen Williams  | Royaume-Uni      | Israel-Premier Tech   | + 7 s            |
| 6e | Stefan de Bod     | Afrique du Sud   | EF Education-EasyPost | + 7 s            |
| 7e | Georg Zimmermann  | Allemagne        | Intermarché-Wanty     | + 8 s            |
| 8e | Finn Fisher-Black | Nouvelle-Zélande | UAE Team Emirates     | + 8 s            |
| 9e | Louis Barré       | France           | Arkéa-B&B Hotels      | + 9 s            |
| 10e | Caleb Ewan        | Australie        | Team Jayco AlUla      | + 10 s           |

### 4eétape
Les attaquants Jackson Medway (équipe d'Australie) et Vinicius Rangel (Movistar) sont repris par le peloton à une dizaine de kilomètres de l’arrivée. Comme la veille, Sam Welsford règle le sprint du peloton et s'offre une troisième victoire d'étape en quatre jours.
| \| Classement de l'étape \| Classement de l'étape \| Classement de l'étape \| Classement de l'étape \| Classement de l'étape \| \| Coureur \| Coureur \| Pays \| Équipe \| Temps \| \| --------------------- \| --------------------- \| --------------------- \| --------------------- \| --------------------- \| \| 1er \| Sam Welsford \| Australie \| Bora-Hansgrohe \| 2 h 59 min 50 s \| \| 2e \| Biniam Girmay \| Érythrée \| Intermarché-Wanty \| + 0 s \| \| 3e \| Lars Boven \| Pays-Bas \| Alpecin-Deceuninck \| + 0 s \| \| 4e \| Milan Fretin \| Belgique \| Cofidis \| + 0 s \| \| 5e \| Laurence Pithie \| Nouvelle-Zélande \| Groupama-FDJ \| + 0 s \| \| 6e \| Gonzalo Serrano \| Espagne \| Movistar Team \| + 0 s \| \| 7e \| Max Kanter \| Allemagne \| Astana Qazaqstan Team \| + 0 s \| \| 8e \| Antoine Huby \| France \| Soudal Quick-Step \| + 0 s \| \| 9e \| Phil Bauhaus \| Allemagne \| Bahrain Victorious \| + 0 s \| \| 10e \| Simon Clarke \| Australie \| Israel-Premier Tech \| + 0 s \| |                 |                  |                       |                 |
| |                 |                  |                       |                 |
| Source : ProCyclingStats |                 |                  |                       |                 |
| Classement de l'étape |                 |                  |                       |                 |
| Coureur | Coureur         | Pays             | Équipe                | Temps           |
| 1er | Sam Welsford    | Australie        | Bora-Hansgrohe        | 2 h 59 min 50 s |
| 2e | Biniam Girmay   | Érythrée         | Intermarché-Wanty     | + 0 s           |
| 3e | Lars Boven      | Pays-Bas         | Alpecin-Deceuninck    | + 0 s           |
| 4e | Milan Fretin    | Belgique         | Cofidis               | + 0 s           |
| 5e | Laurence Pithie | Nouvelle-Zélande | Groupama-FDJ          | + 0 s           |
| 6e | Gonzalo Serrano | Espagne          | Movistar Team         | + 0 s           |
| 7e | Max Kanter      | Allemagne        | Astana Qazaqstan Team | + 0 s           |
| 8e | Antoine Huby    | France           | Soudal Quick-Step     | + 0 s           |
| 9e | Phil Bauhaus    | Allemagne        | Bahrain Victorious    | + 0 s           |
| 10e | Simon Clarke    | Australie        | Israel-Premier Tech   | + 0 s           |

| \| Classement général \| Classement général \| Classement général \| Classement général \| Classement général \| \| Coureur \| Coureur \| Pays \| Équipe \| Temps \| \| ------------------ \| ------------------ \| ------------------ \| --------------------- \| ------------------ \| \| 1er \| Isaac Del Toro \| Mexique \| UAE Team Emirates \| 13 h 15 min 54 s \| \| 2e \| Biniam Girmay \| Érythrée \| Intermarché-Wanty \| + 1 s \| \| 3e \| Corbin Strong \| Nouvelle-Zélande \| Israel-Premier Tech \| + 2 s \| \| 4e \| Axel Mariault \| France \| Cofidis \| + 5 s \| \| 5e \| Stephen Williams \| Royaume-Uni \| Israel-Premier Tech \| + 7 s \| \| 6e \| Lars Boven \| Pays-Bas \| Alpecin-Deceuninck \| + 7 s \| \| 7e \| Stefan de Bod \| Afrique du Sud \| EF Education-EasyPost \| + 7 s \| \| 8e \| Georg Zimmermann \| Allemagne \| Intermarché-Wanty \| + 8 s \| \| 9e \| Finn Fisher-Black \| Nouvelle-Zélande \| UAE Team Emirates \| + 8 s \| \| 10e \| Louis Barré \| France \| Arkéa-B&B Hotels \| + 9 s \| |                   |                  |                       |                  |
| |                   |                  |                       |                  |
| Source : ProCyclingStats |                   |                  |                       |                  |
| Classement général |                   |                  |                       |                  |
| Coureur | Coureur           | Pays             | Équipe                | Temps            |
| 1er | Isaac Del Toro    | Mexique          | UAE Team Emirates     | 13 h 15 min 54 s |
| 2e | Biniam Girmay     | Érythrée         | Intermarché-Wanty     | + 1 s            |
| 3e | Corbin Strong     | Nouvelle-Zélande | Israel-Premier Tech   | + 2 s            |
| 4e | Axel Mariault     | France           | Cofidis               | + 5 s            |
| 5e | Stephen Williams  | Royaume-Uni      | Israel-Premier Tech   | + 7 s            |
| 6e | Lars Boven        | Pays-Bas         | Alpecin-Deceuninck    | + 7 s            |
| 7e | Stefan de Bod     | Afrique du Sud   | EF Education-EasyPost | + 7 s            |
| 8e | Georg Zimmermann  | Allemagne        | Intermarché-Wanty     | + 8 s            |
| 9e | Finn Fisher-Black | Nouvelle-Zélande | UAE Team Emirates     | + 8 s            |
| 10e | Louis Barré       | France           | Arkéa-B&B Hotels      | + 9 s            |

### 5eétape
La dernière montée de Willunga Hill scinde le peloton en de nombreux petits groupes. Le Britannique Oscar Onley remporte la victoire devant son compatriote Stephen Williams qui s'empare du maillot ocre de leader. Julian Alaphilippe, en tête aux 200 mètres, perd ensuite du terrain et concède 3 secondes sur la ligne d'arrivée.
| \| Classement de l'étape \| Classement de l'étape \| Classement de l'étape \| Classement de l'étape \| Classement de l'étape \| \| Coureur \| Coureur \| Pays \| Équipe \| Temps \| \| --------------------- \| ---------------------- \| --------------------- \| -------------------------- \| --------------------- \| \| 1er \| Oscar Onley \| Royaume-Uni \| Team dsm-firmenich PostNL \| 2 h 52 min 23 s \| \| 2e \| Stephen Williams \| Royaume-Uni \| Israel-Premier Tech \| + 0 s \| \| 3e \| Jhonatan Narváez \| Équateur \| Ineos Grenadiers \| + 0 s \| \| 4e \| Julian Alaphilippe \| France \| Soudal Quick-Step \| + 3 s \| \| 5e \| Bart Lemmen \| Pays-Bas \| Team Visma \\| Lease a Bike \| + 3 s \| \| 6e \| Simon Yates \| Royaume-Uni \| Team Jayco AlUla \| + 3 s \| \| 7e \| Valentin Paret-Peintre \| France \| Decathlon-AG2R La Mondiale \| + 6 s \| \| 8e \| Isaac Del Toro \| Mexique \| UAE Team Emirates \| + 6 s \| \| 9e \| Damien Howson \| Australie \| Australie \| + 12 s \| \| 10e \| Finn Fisher-Black \| Nouvelle-Zélande \| UAE Team Emirates \| + 20 s \| |                        |                  |                            |                 |
| |                        |                  |                            |                 |
| Source : ProCyclingStats |                        |                  |                            |                 |
| Classement de l'étape |                        |                  |                            |                 |
| Coureur | Coureur                | Pays             | Équipe                     | Temps           |
| 1er | Oscar Onley            | Royaume-Uni      | Team dsm-firmenich PostNL  | 2 h 52 min 23 s |
| 2e | Stephen Williams       | Royaume-Uni      | Israel-Premier Tech        | + 0 s           |
| 3e | Jhonatan Narváez       | Équateur         | Ineos Grenadiers           | + 0 s           |
| 4e | Julian Alaphilippe     | France           | Soudal Quick-Step          | + 3 s           |
| 5e | Bart Lemmen            | Pays-Bas         | Team Visma \| Lease a Bike | + 3 s           |
| 6e | Simon Yates            | Royaume-Uni      | Team Jayco AlUla           | + 3 s           |
| 7e | Valentin Paret-Peintre | France           | Decathlon-AG2R La Mondiale | + 6 s           |
| 8e | Isaac Del Toro         | Mexique          | UAE Team Emirates          | + 6 s           |
| 9e | Damien Howson          | Australie        | Australie                  | + 12 s          |
| 10e | Finn Fisher-Black      | Nouvelle-Zélande | UAE Team Emirates          | + 20 s          |

| \| Classement général \| Classement général \| Classement général \| Classement général \| Classement général \| \| Coureur \| Coureur \| Pays \| Équipe \| Temps \| \| ------------------ \| ---------------------- \| ------------------ \| -------------------------- \| ------------------ \| \| 1er \| Stephen Williams \| Royaume-Uni \| Israel-Premier Tech \| 16 h 08 min 18 s \| \| 2e \| Oscar Onley \| Royaume-Uni \| Team dsm-firmenich PostNL \| + 0 s \| \| 3e \| Jhonatan Narváez \| Équateur \| Ineos Grenadiers \| + 5 s \| \| 4e \| Isaac Del Toro \| Mexique \| UAE Team Emirates \| + 5 s \| \| 5e \| Julian Alaphilippe \| France \| Soudal Quick-Step \| + 13 s \| \| 6e \| Bart Lemmen \| Pays-Bas \| Team Visma \\| Lease a Bike \| + 13 s \| \| 7e \| Simon Yates \| Royaume-Uni \| Team Jayco AlUla \| + 13 s \| \| 8e \| Valentin Paret-Peintre \| France \| Decathlon-AG2R La Mondiale \| + 16 s \| \| 9e \| Damien Howson \| Australie \| Australie \| + 22 s \| \| 10e \| Axel Mariault \| France \| Cofidis \| + 24 s \| |                        |             |                            |                  |
| |                        |             |                            |                  |
| Source : ProCyclingStats |                        |             |                            |                  |
| Classement général |                        |             |                            |                  |
| Coureur | Coureur                | Pays        | Équipe                     | Temps            |
| 1er | Stephen Williams       | Royaume-Uni | Israel-Premier Tech        | 16 h 08 min 18 s |
| 2e | Oscar Onley            | Royaume-Uni | Team dsm-firmenich PostNL  | + 0 s            |
| 3e | Jhonatan Narváez       | Équateur    | Ineos Grenadiers           | + 5 s            |
| 4e | Isaac Del Toro         | Mexique     | UAE Team Emirates          | + 5 s            |
| 5e | Julian Alaphilippe     | France      | Soudal Quick-Step          | + 13 s           |
| 6e | Bart Lemmen            | Pays-Bas    | Team Visma \| Lease a Bike | + 13 s           |
| 7e | Simon Yates            | Royaume-Uni | Team Jayco AlUla           | + 13 s           |
| 8e | Valentin Paret-Peintre | France      | Decathlon-AG2R La Mondiale | + 16 s           |
| 9e | Damien Howson          | Australie   | Australie                  | + 22 s           |
| 10e | Axel Mariault          | France      | Cofidis                    | + 24 s           |

### 6eétape
Au sommet du Mont Lofty, le maillot ocre Stephen Williams gagne l'étape parmi quatre coureurs et conforte ainsi sa première place au classement général. Les trois premiers de l'étape occupent les mêmes places au classement général final.
| \| Classement de l'étape \| Classement de l'étape \| Classement de l'étape \| Classement de l'étape \| Classement de l'étape \| \| Coureur \| Coureur \| Pays \| Équipe \| Temps \| \| --------------------- \| --------------------- \| --------------------- \| -------------------------- \| --------------------- \| \| 1er \| Stephen Williams \| Royaume-Uni \| Israel-Premier Tech \| 3 h 05 min 26 s \| \| 2e \| Jhonatan Narváez \| Équateur \| Ineos Grenadiers \| + 0 s \| \| 3e \| Isaac Del Toro \| Mexique \| UAE Team Emirates \| + 0 s \| \| 4e \| Bart Lemmen \| Pays-Bas \| Team Visma \\| Lease a Bike \| + 0 s \| \| 5e \| Laurence Pithie \| Nouvelle-Zélande \| Groupama-FDJ \| + 3 s \| \| 6e \| Julian Alaphilippe \| France \| Soudal Quick-Step \| + 10 s \| \| 7e \| Damien Howson \| Australie \| Australie \| + 10 s \| \| 8e \| Christian Scaroni \| Italie \| Astana Qazaqstan Team \| + 10 s \| \| 9e \| Bauke Mollema \| Pays-Bas \| Lidl-Trek \| + 10 s \| \| 10e \| Lars Boven \| Pays-Bas \| Alpecin-Deceuninck \| + 10 s \| |                    |                  |                            |                 |
| |                    |                  |                            |                 |
| Source : ProCyclingStats |                    |                  |                            |                 |
| Classement de l'étape |                    |                  |                            |                 |
| Coureur | Coureur            | Pays             | Équipe                     | Temps           |
| 1er | Stephen Williams   | Royaume-Uni      | Israel-Premier Tech        | 3 h 05 min 26 s |
| 2e | Jhonatan Narváez   | Équateur         | Ineos Grenadiers           | + 0 s           |
| 3e | Isaac Del Toro     | Mexique          | UAE Team Emirates          | + 0 s           |
| 4e | Bart Lemmen        | Pays-Bas         | Team Visma \| Lease a Bike | + 0 s           |
| 5e | Laurence Pithie    | Nouvelle-Zélande | Groupama-FDJ               | + 3 s           |
| 6e | Julian Alaphilippe | France           | Soudal Quick-Step          | + 10 s          |
| 7e | Damien Howson      | Australie        | Australie                  | + 10 s          |
| 8e | Christian Scaroni  | Italie           | Astana Qazaqstan Team      | + 10 s          |
| 9e | Bauke Mollema      | Pays-Bas         | Lidl-Trek                  | + 10 s          |
| 10e | Lars Boven         | Pays-Bas         | Alpecin-Deceuninck         | + 10 s          |

## Classements finals

### Classement général
| \| Classement général \| Classement général \| Classement général \| Classement général \| Classement général \| \| Coureur \| Coureur \| Pays \| Équipe \| Temps \| \| ------------------ \| ---------------------- \| ------------------ \| -------------------------- \| ------------------ \| \| 1er \| Stephen Williams \| Royaume-Uni \| Israel-Premier Tech \| 19 h 13 min 34 s \| \| 2e \| Jhonatan Narváez \| Équateur \| Ineos Grenadiers \| + 9 s \| \| 3e \| Isaac Del Toro \| Mexique \| UAE Team Emirates \| + 11 s \| \| 4e \| Oscar Onley \| Royaume-Uni \| Team dsm-firmenich PostNL \| + 20 s \| \| 5e \| Bart Lemmen \| Pays-Bas \| Team Visma \\| Lease a Bike \| + 23 s \| \| 6e \| Julian Alaphilippe \| France \| Soudal Quick-Step \| + 33 s \| \| 7e \| Simon Yates \| Royaume-Uni \| Team Jayco AlUla \| + 33 s \| \| 8e \| Valentin Paret-Peintre \| France \| Decathlon-AG2R La Mondiale \| + 36 s \| \| 9e \| Damien Howson \| Australie \| Australie \| + 42 s \| \| 10e \| Jack Haig \| Australie \| Bahrain Victorious \| + 50 s \| |                        |             |                            |                  |
| |                        |             |                            |                  |
| Source : ProCyclingStats |                        |             |                            |                  |
| Classement général |                        |             |                            |                  |
| Coureur | Coureur                | Pays        | Équipe                     | Temps            |
| 1er | Stephen Williams       | Royaume-Uni | Israel-Premier Tech        | 19 h 13 min 34 s |
| 2e | Jhonatan Narváez       | Équateur    | Ineos Grenadiers           | + 9 s            |
| 3e | Isaac Del Toro         | Mexique     | UAE Team Emirates          | + 11 s           |
| 4e | Oscar Onley            | Royaume-Uni | Team dsm-firmenich PostNL  | + 20 s           |
| 5e | Bart Lemmen            | Pays-Bas    | Team Visma \| Lease a Bike | + 23 s           |
| 6e | Julian Alaphilippe     | France      | Soudal Quick-Step          | + 33 s           |
| 7e | Simon Yates            | Royaume-Uni | Team Jayco AlUla           | + 33 s           |
| 8e | Valentin Paret-Peintre | France      | Decathlon-AG2R La Mondiale | + 36 s           |
| 9e | Damien Howson          | Australie   | Australie                  | + 42 s           |
| 10e | Jack Haig              | Australie   | Bahrain Victorious         | + 50 s           |

| Classement de la montagne | Classement de la montagne | Classement de la montagne | Classement de la montagne | Classement de la montagne |
| Coureur                   | Coureur                   | Pays                      | Équipe                    | Points                    |
| ------------------------- | ------------------------- | ------------------------- | ------------------------- | ------------------------- |
| 1er                       | Luke Burns                | Australie                 | Australie                 | 45 pts                    |
| 2e                        | Jardi van der Lee         | Pays-Bas                  | EF Education-EasyPost     | 23 pts                    |
| 3e                        | Gil Gelders               | Belgique                  | Soudal Quick-Step         | 20 pts                    |
| 4e                        | Chris Harper              | Australie                 | Team Jayco AlUla          | 12 pts                    |
| 5e                        | Julian Alaphilippe        | France                    | Soudal Quick-Step         | 10 pts                    |
| 6e                        | António Morgado           | Portugal                  | UAE Team Emirates         | 8 pts                     |
| 7e                        | Tristan Saunders          | Australie                 | Team BridgeLane           | 8 pts                     |
| 8e                        | Jacopo Mosca              | Italie                    | Lidl-Trek                 | 7 pts                     |
| 9e                        | Louis Barré               | France                    | Arkéa-B&B Hotels          | 6 pts                     |
| 10e                       | Oscar Onley               | Royaume-Uni               | Team dsm-firmenich PostNL | 6 pts                     |

| Classement de la montagne | Classement de la montagne | Classement de la montagne | Classement de la montagne | Classement de la montagne |
| Coureur                   | Coureur                   | Pays                      | Équipe                    | Points                    |
| ------------------------- | ------------------------- | ------------------------- | ------------------------- | ------------------------- |
| 1er                       | Luke Burns                | Australie                 | Australie                 | 45 pts                    |
| 2e                        | Jardi van der Lee         | Pays-Bas                  | EF Education-EasyPost     | 23 pts                    |
| 3e                        | Gil Gelders               | Belgique                  | Soudal Quick-Step         | 20 pts                    |
| 4e                        | Chris Harper              | Australie                 | Team Jayco AlUla          | 12 pts                    |
| 5e                        | Julian Alaphilippe        | France                    | Soudal Quick-Step         | 10 pts                    |
| 6e                        | António Morgado           | Portugal                  | UAE Team Emirates         | 8 pts                     |
| 7e                        | Tristan Saunders          | Australie                 | Team BridgeLane           | 8 pts                     |
| 8e                        | Jacopo Mosca              | Italie                    | Lidl-Trek                 | 7 pts                     |
| 9e                        | Louis Barré               | France                    | Arkéa-B&B Hotels          | 6 pts                     |
| 10e                       | Oscar Onley               | Royaume-Uni               | Team dsm-firmenich PostNL | 6 pts                     |

| Classement par points | Classement par points | Classement par points | Classement par points | Classement par points |
| Coureur               | Coureur               | Pays                  | Équipe                | Points                |
| --------------------- | --------------------- | --------------------- | --------------------- | --------------------- |
| 1er                   | Sam Welsford          | Australie             | Bora-Hansgrohe        | 90 pts                |
| 2e                    | Biniam Girmay         | Érythrée              | Intermarché-Wanty     | 77 pts                |
| 3e                    | Jhonatan Narváez      | Équateur              | Ineos Grenadiers      | 70 pts                |
| 4e                    | Stephen Williams      | Royaume-Uni           | Israel-Premier Tech   | 69 pts                |
| 5e                    | Isaac Del Toro        | Mexique               | UAE Team Emirates     | 61 pts                |
| 6e                    | Laurence Pithie       | Nouvelle-Zélande      | Groupama-FDJ          | 60 pts                |
| 7e                    | Max Kanter            | Allemagne             | Astana Qazaqstan Team | 54 pts                |
| 8e                    | Caleb Ewan            | Australie             | Team Jayco AlUla      | 52 pts                |
| 9e                    | Lars Boven            | Pays-Bas              | Alpecin-Deceuninck    | 44 pts                |
| 10e                   | Phil Bauhaus          | Allemagne             | Bahrain Victorious    | 36 pts                |

| Classement par points | Classement par points | Classement par points | Classement par points | Classement par points |
| Coureur               | Coureur               | Pays                  | Équipe                | Points                |
| --------------------- | --------------------- | --------------------- | --------------------- | --------------------- |
| 1er                   | Sam Welsford          | Australie             | Bora-Hansgrohe        | 90 pts                |
| 2e                    | Biniam Girmay         | Érythrée              | Intermarché-Wanty     | 77 pts                |
| 3e                    | Jhonatan Narváez      | Équateur              | Ineos Grenadiers      | 70 pts                |
| 4e                    | Stephen Williams      | Royaume-Uni           | Israel-Premier Tech   | 69 pts                |
| 5e                    | Isaac Del Toro        | Mexique               | UAE Team Emirates     | 61 pts                |
| 6e                    | Laurence Pithie       | Nouvelle-Zélande      | Groupama-FDJ          | 60 pts                |
| 7e                    | Max Kanter            | Allemagne             | Astana Qazaqstan Team | 54 pts                |
| 8e                    | Caleb Ewan            | Australie             | Team Jayco AlUla      | 52 pts                |
| 9e                    | Lars Boven            | Pays-Bas              | Alpecin-Deceuninck    | 44 pts                |
| 10e                   | Phil Bauhaus          | Allemagne             | Bahrain Victorious    | 36 pts                |

| Classement du meilleur jeune | Classement du meilleur jeune | Classement du meilleur jeune | Classement du meilleur jeune | Classement du meilleur jeune |
| Coureur                      | Coureur                      | Pays                         | Équipe                       | Temps                        |
| ---------------------------- | ---------------------------- | ---------------------------- | ---------------------------- | ---------------------------- |
| 1er                          | Isaac Del Toro               | Mexique                      | UAE Team Emirates            | 19 h 13 min 45 s             |
| 2e                           | Oscar Onley                  | Royaume-Uni                  | Team dsm-firmenich PostNL    | + 9 s                        |
| 3e                           | Bastien Tronchon             | France                       | Decathlon-AG2R La Mondiale   | + 1 min 00 s                 |
| 4e                           | Laurence Pithie              | Nouvelle-Zélande             | Groupama-FDJ                 | + 1 min 01 s                 |
| 5e                           | Gianmarco Garofoli           | Italie                       | Astana Qazaqstan Team        | + 2 min 00 s                 |
| 6e                           | António Morgado              | Portugal                     | UAE Team Emirates            | + 3 min 33 s                 |
| 7e                           | Joshua Tarling               | Royaume-Uni                  | Ineos Grenadiers             | + 5 min 32 s                 |
| 8e                           | Loe van Belle                | Pays-Bas                     | Team Visma \| Lease a Bike   | + 7 min 11 s                 |
| 9e                           | Mathias Vacek                | Tchéquie                     | Lidl-Trek                    | + 8 min 15 s                 |
| 10e                          | Enzo Paleni                  | France                       | Groupama-FDJ                 | + 9 min 01 s                 |

| Classement du meilleur jeune | Classement du meilleur jeune | Classement du meilleur jeune | Classement du meilleur jeune | Classement du meilleur jeune |
| Coureur                      | Coureur                      | Pays                         | Équipe                       | Temps                        |
| ---------------------------- | ---------------------------- | ---------------------------- | ---------------------------- | ---------------------------- |
| 1er                          | Isaac Del Toro               | Mexique                      | UAE Team Emirates            | 19 h 13 min 45 s             |
| 2e                           | Oscar Onley                  | Royaume-Uni                  | Team dsm-firmenich PostNL    | + 9 s                        |
| 3e                           | Bastien Tronchon             | France                       | Decathlon-AG2R La Mondiale   | + 1 min 00 s                 |
| 4e                           | Laurence Pithie              | Nouvelle-Zélande             | Groupama-FDJ                 | + 1 min 01 s                 |
| 5e                           | Gianmarco Garofoli           | Italie                       | Astana Qazaqstan Team        | + 2 min 00 s                 |
| 6e                           | António Morgado              | Portugal                     | UAE Team Emirates            | + 3 min 33 s                 |
| 7e                           | Joshua Tarling               | Royaume-Uni                  | Ineos Grenadiers             | + 5 min 32 s                 |
| 8e                           | Loe van Belle                | Pays-Bas                     | Team Visma \| Lease a Bike   | + 7 min 11 s                 |
| 9e                           | Mathias Vacek                | Tchéquie                     | Lidl-Trek                    | + 8 min 15 s                 |
| 10e                          | Enzo Paleni                  | France                       | Groupama-FDJ                 | + 9 min 01 s                 |

| Classement par équipes | Classement par équipes     | Classement par équipes | Classement par équipes |
| Équipe                 | Équipe                     | Pays                   | Temps                  |
| ---------------------- | -------------------------- | ---------------------- | ---------------------- |
| 1re                    | Decathlon-AG2R La Mondiale | France                 | 57 h 44 min 14 s       |
| 2e                     | Israel-Premier Tech        | Israël                 | + 4 s                  |
| 3e                     | UAE Team Emirates          | Émirats arabes unis    | + 6 s                  |
| 4e                     | Soudal Quick-Step          | Belgique               | + 16 s                 |
| 5e                     | Team Visma \| Lease a Bike | Pays-Bas               | + 24 s                 |
| 6e                     | Intermarché-Wanty          | Belgique               | + 1 min 42 s           |
| 7e                     | Movistar Team              | Espagne                | + 1 min 44 s           |
| 8e                     | Alpecin-Deceuninck         | Belgique               | + 1 min 54 s           |
| 9e                     | Lidl-Trek                  | États-Unis             | + 2 min 10 s           |
| 10e                    | Australie                  | Australie              | + 2 min 39 s           |

| Classement par équipes | Classement par équipes     | Classement par équipes | Classement par équipes |
| Équipe                 | Équipe                     | Pays                   | Temps                  |
| ---------------------- | -------------------------- | ---------------------- | ---------------------- |
| 1re                    | Decathlon-AG2R La Mondiale | France                 | 57 h 44 min 14 s       |
| 2e                     | Israel-Premier Tech        | Israël                 | + 4 s                  |
| 3e                     | UAE Team Emirates          | Émirats arabes unis    | + 6 s                  |
| 4e                     | Soudal Quick-Step          | Belgique               | + 16 s                 |
| 5e                     | Team Visma \| Lease a Bike | Pays-Bas               | + 24 s                 |
| 6e                     | Intermarché-Wanty          | Belgique               | + 1 min 42 s           |
| 7e                     | Movistar Team              | Espagne                | + 1 min 44 s           |
| 8e                     | Alpecin-Deceuninck         | Belgique               | + 1 min 54 s           |
| 9e                     | Lidl-Trek                  | États-Unis             | + 2 min 10 s           |
| 10e                    | Australie                  | Australie              | + 2 min 39 s           |

### Classements UCI
Le Tour Down Under attribue des points au Classement mondial UCI 2024 selon le barème suivant.
| Position           | 1er | 2e  | 3e  | 4e  | 5e  | 6e  | 7e  | 8e  | 9e  | 10e | 11e | 12e | 13e | 14e | 15e | 16e à 20e | 21e à 30e | 31e à 50e | 51e à 55e | 56e à 60e |
| Classement général | 500 | 400 | 325 | 275 | 225 | 175 | 150 | 125 | 100 | 80  | 70  | 60  | 50  | 40  | 35  | 30        | 20        | 10        | 5         | 3         |
| Par étapes         | 60  | 40  | 30  | 25  | 20  | 15  | 10  | 8   | 5   | 2   |     |     |     |     |     |           |           |           |           |           |
| Leader             | 10  |     |     |     |     |     |     |     |     |     |     |     |     |     |     |           |           |           |           |           |

| Rang | Coureur | Équipe | Général | Étape | Leader | Total |
| ---- | ------- | ------ | ------- | ----- | ------ | ----- |
| 1    | [[]]    | [[]]   |         |       |        |       |
| 2    | [[]]    | [[]]   |         |       |        |       |
| 3    | [[]]    | [[]]   |         |       |        |       |
| 4    | [[]]    | [[]]   |         |       |        |       |
| 5    | [[]]    | [[]]   |         |       |        |       |
| 6    | [[]]    | [[]]   |         |       |        |       |
| 7    | [[]]    | [[]]   |         |       |        |       |
| 8    | [[]]    | [[]]   |         |       |        |       |
| 9    | [[]]    | [[]]   |         |       |        |       |
| 10   | [[]]    | [[]]   |         |       |        |       |

## Évolution des classements
| #                  | Vainqueur          | Classement général | Classement de la montagne | Classement des sprints | Classement des jeunes | Classement par équipes     |
| ------------------ | ------------------ | ------------------ | ------------------------- | ---------------------- | --------------------- | -------------------------- |
| 1                  | Sam Welsford       | Sam Welsford       | Louis Barré               | Sam Welsford           | Madis Mihkels         | Intermarché-Wanty          |
| 2                  | Isaac Del Toro     | Isaac Del Toro     | Luke Burns                | Biniam Girmay          | Isaac Del Toro        | Intermarché-Wanty          |
| 3                  | Sam Welsford       | Isaac Del Toro     | Luke Burns                | Sam Welsford           | Isaac Del Toro        | Intermarché-Wanty          |
| 4                  | Sam Welsford       | Isaac Del Toro     | Luke Burns                | Sam Welsford           | Isaac Del Toro        | Intermarché-Wanty          |
| 5                  | Oscar Onley        | Stephen Williams   | Luke Burns                | Sam Welsford           | Oscar Onley           | UAE Team Emirates          |
| 6                  | Stephen Williams   | Stephen Williams   | Luke Burns                | Sam Welsford           | Isaac Del Toro        | Decathlon AG2R La Mondiale |
| Classements finals | Classements finals | Stephen Williams   | Luke Burns                | Sam Welsford           | Isaac Del Toro        | Decathlon AG2R La Mondiale |

## Liste des participants
| Légende                             | Légende                                                                                                  | Légende                                | Légende                                                                                                  |
| ----------------------------------- | --- | -------------------------------------- | --- |
| Num                                 | Dossard de départ porté par le coureur sur ce Tour Down Under                                            | Pos                                    | Position finale au classement général                                                                    |
| Leader du classement général        | Indique le vainqueur du classement général                                                               | Leader du classement des sprints       | Indique le vainqueur du classement des sprints                                                           |
| Leader du classement de la montagne | Indique le vainqueur du classement de la montagne                                                        | Leader du classement du meilleur jeune | Indique le vainqueur du classement du meilleur jeune                                                     |
|                                     | Indique un maillot de champion national ou mondial, suivi de sa spécialité                               | #                                      | Indique la meilleure équipe                                                                              |
| NP                                  | Indique un coureur qui n'a pas pris le départ d'une étape, suivi du numéro de l'étape où il s'est retiré | AB                                     | Indique un coureur qui n'a pas terminé une étape, suivi du numéro de l'étape où il s'est retiré          |
| HD                                  | Indique un coureur qui a terminé une étape hors des délais, suivi du numéro de l'étape                   | *                                      | Indique un coureur en lice pour le classement du meilleur jeune (coureurs nés après le 1er janvier 1994) |

| UAE Team Emirates UAD | UAE Team Emirates UAD   | UAE Team Emirates UAD |
| --------------------- | ----------------------- | --------------------- |
| Num                   | Coureur                 | Pos                   |
| 1                     | Alessandro Covi (ITA)   | 107e                  |
| 2                     | Finn Fisher-Black (NZL) | 63e                   |
| 3                     | Álvaro Hodeg (COL)      | 127e                  |
| 4                     | António Morgado (POR)   | 47e                   |
| 5                     | Diego Ulissi (ITA)      | 19e                   |
| 6                     | Michael Vink (NZL)      | 98e                   |
| 7                     | Isaac Del Toro (MEX)    | 3e                    |

| Team Jayco AlUla JAY | Team Jayco AlUla JAY     | Team Jayco AlUla JAY |
| -------------------- | ------------------------ | -------------------- |
| Num                  | Coureur                  | Pos                  |
| 11                   | Caleb Ewan (AUS)         | 103e                 |
| 12                   | Simon Yates (GBR)        | 7e                   |
| 13                   | Luke Plapp (AUS) (route) | NP-4                 |
| 14                   | Kelland O'Brien (AUS)    | 90e                  |
| 15                   | Michael Hepburn (AUS)    | 129e                 |
| 16                   | Chris Harper (AUS)       | 26e                  |
| 17                   | Campbell Stewart (NZL)   | 122e                 |

| Bahrain Victorious TBV | Bahrain Victorious TBV      | Bahrain Victorious TBV |
| ---------------------- | --------------------------- | ---------------------- |
| Num                    | Coureur                     | Pos                    |
| 21                     | Nicolò Buratti (ITA)        | 119e                   |
| 22                     | Phil Bauhaus (GER)          | 88e                    |
| 23                     | Jack Haig (AUS)             | 10e                    |
| 24                     | Fran Miholjević (CRO)       | 87e                    |
| 25                     | Johan Price-Pejtersen (DEN) | 130e                   |
| 26                     | Cameron Scott (AUS)         | NP-4                   |
| 27                     | Torstein Træen (NOR)        | NP-5                   |

| Soudal Quick-Step SOQ | Soudal Quick-Step SOQ    | Soudal Quick-Step SOQ |
| --------------------- | ------------------------ | --------------------- |
| Num                   | Coureur                  | Pos                   |
| 31                    | Julian Alaphilippe (FRA) | 6e                    |
| 32                    | Josef Černý (CZE)        | 126e                  |
| 33                    | James Knox (GBR)         | 30e                   |
| 34                    | Casper Pedersen (DEN)    | 83e                   |
| 35                    | Pieter Serry (BEL)       | 59e                   |
| 36                    | Antoine Huby (FRA)       | 27e                   |
| 37                    | Gil Gelders (BEL)        | 76e                   |

| Decathlon-AG2R La Mondiale DAT | Decathlon-AG2R La Mondiale DAT | Decathlon-AG2R La Mondiale DAT |
| ------------------------------ | ------------------------------ | ------------------------------ |
| Num                            | Coureur                        | Pos                            |
| 41                             | Clément Berthet (FRA)          | 46e                            |
| 42                             | Franck Bonnamour (FRA)         | 54e                            |
| 43                             | Jaakko Hänninen (FIN)          | 41e                            |
| 44                             | Paul Lapeira (FRA)             | 77e                            |
| 45                             | Valentin Paret-Peintre (FRA)   | 8e                             |
| 46                             | Nans Peters (FRA)              | 71e                            |
| 47                             | Bastien Tronchon (FRA)         | 21e                            |

| Intermarché-Wanty IWA | Intermarché-Wanty IWA  | Intermarché-Wanty IWA |
| --------------------- | ---------------------- | --------------------- |
| Num                   | Coureur                | Pos                   |
| 51                    | Lilian Calmejane (FRA) | 24e                   |
| 52                    | Biniam Girmay (ERI)    | 56e                   |
| 53                    | Madis Mihkels (EST)    | 74e                   |
| 54                    | Tom Paquot (BEL)       | 113e                  |
| 55                    | Simone Petilli (ITA)   | 58e                   |
| 56                    | Dion Smith (NZL)       | 57e                   |
| 57                    | Georg Zimmermann (GER) | 12e                   |

| Israel-Premier Tech IPT | Israel-Premier Tech IPT | Israel-Premier Tech IPT |
| ----------------------- | ----------------------- | ----------------------- |
| Num                     | Coureur                 | Pos                     |
| 61                      | George Bennett (NZL)    | 36e                     |
| 62                      | Guillaume Boivin (CAN)  | 125e                    |
| 63                      | Simon Clarke (AUS)      | 68e                     |
| 64                      | Derek Gee (CAN)         | 52e                     |
| 65                      | Nick Schultz (AUS)      | 11e                     |
| 66                      | Corbin Strong (NZL)     | AB-5                    |
| 67                      | Stephen Williams (GBR)  | 1er                     |

| Ineos Grenadiers IGD | Ineos Grenadiers IGD   | Ineos Grenadiers IGD |
| -------------------- | ---------------------- | -------------------- |
| Num                  | Coureur                | Pos                  |
| 71                   | Filippo Ganna (ITA)    | 116e                 |
| 72                   | Laurens De Plus (BEL)  | 45e                  |
| 73                   | Leo Hayter (GBR)       | 123e                 |
| 74                   | Jhonatan Narváez (ECU) | 2e                   |
| 75                   | Joshua Tarling (GBR)   | 55e                  |
| 76                   | Ben Swift (GBR)        | 110e                 |
| 77                   | Elia Viviani (ITA)     | 118e                 |

| Bora-Hansgrohe BOH | Bora-Hansgrohe BOH     | Bora-Hansgrohe BOH |
| ------------------ | ---------------------- | ------------------ |
| Num                | Coureur                | Pos                |
| 81                 | Sam Welsford (AUS)     | 99e                |
| 82                 | Roger Adrià (ESP)      | 18e                |
| 83                 | Patrick Gamper (AUT)   | 75e                |
| 84                 | Filip Maciejuk (POL)   | 94e                |
| 85                 | Ryan Mullen (IRL)      | 117e               |
| 86                 | Danny van Poppel (NED) | 101e               |
| 87                 | Ben Zwiehoff (GER)     | 13e                |

| Team dsm-firmenich PostNL DFP | Team dsm-firmenich PostNL DFP | Team dsm-firmenich PostNL DFP |
| ----------------------------- | ----------------------------- | ----------------------------- |
| Num                           | Coureur                       | Pos                           |
| 91                            | Patrick Bevin (NZL)           | 109e                          |
| 92                            | Pavel Bittner (CZE)           | 92e                           |
| 93                            | Patrick Eddy (AUS)            | AB-6                          |
| 94                            | Chris Hamilton (AUS)          | 25e                           |
| 95                            | Sean Flynn (GBR)              | 86e                           |
| 96                            | Emīls Liepiņš (LAT) (route)   | 95e                           |
| 97                            | Oscar Onley (GBR)             | 4e                            |

| Cofidis COF | Cofidis COF           | Cofidis COF |
| ----------- | --------------------- | ----------- |
| Num         | Coureur               | Pos         |
| 101         | Piet Allegaert (BEL)  | 102e        |
| 102         | Rubén Fernández (ESP) | 53e         |
| 103         | Eddy Finé (FRA)       | 44e         |
| 104         | Milan Fretin (BEL)    | 72e         |
| 105         | Oliver Knight (GBR)   | AB-2        |
| 106         | Simon Geschke (GER)   | 42e         |
| 107         | Axel Mariault (FRA)   | 39e         |

| Arkéa-B&B Hotels ARK | Arkéa-B&B Hotels ARK    | Arkéa-B&B Hotels ARK |
| -------------------- | ----------------------- | -------------------- |
| Num                  | Coureur                 | Pos                  |
| 111                  | Louis Barré (FRA)       | 28e                  |
| 112                  | Anthony Delaplace (FRA) | 51e                  |
| 113                  | Laurens Huys (BEL)      | 112e                 |
| 114                  | Kévin Ledanois (FRA)    | 78e                  |
| 115                  | Daniel McLay (GBR)      | 128e                 |
| 116                  | Miles Scotson (AUS)     | 85e                  |
| 117                  | Michel Ries (LUX)       | 31e                  |

| Movistar Team MOV | Movistar Team MOV         | Movistar Team MOV |
| ----------------- | ------------------------- | ----------------- |
| Num               | Coureur                   | Pos               |
| 121               | Jon Barrenetxea (ESP)     | 32e               |
| 122               | Iván García Cortina (ESP) | 81e               |
| 123               | Ruben Guerreiro (POR)     | 14e               |
| 124               | Johan Jacobs (SUI)        | 124e              |
| 125               | Manlio Moro (ITA)         | 89e               |
| 126               | Vinicius Rangel (BRA)     | 111e              |
| 127               | Gonzalo Serrano (ESP)     | 34e               |

| Team Visma \| Lease a Bike TVL | Team Visma \| Lease a Bike TVL | Team Visma \| Lease a Bike TVL |
| ------------------------------ | ------------------------------ | ------------------------------ |
| Num                            | Coureur                        | Pos                            |
| 131                            | Koen Bouwman (NED)             | 33e                            |
| 132                            | Robert Gesink (NED)            | 49e                            |
| 133                            | Bart Lemmen (NED)              | 5e                             |
| 134                            | Johannes Staune-Mittet (NOR)   | 105e                           |
| 135                            | Milan Vader (NED)              | 37e                            |
| 136                            | Loe van Belle (NED)            | 60e                            |
| 137                            | Mick van Dijke (NED)           | 65e                            |

| EF Education-EasyPost EFE | EF Education-EasyPost EFE | EF Education-EasyPost EFE |
| ------------------------- | ------------------------- | ------------------------- |
| Num                       | Coureur                   | Pos                       |
| 141                       | Harry Sweeny (AUS)        | 66e                       |
| 142                       | Stefan de Bod (RSA)       | 43e                       |
| 143                       | Owain Doull (GBR)         | 73e                       |
| 144                       | Jack Rootkin-Gray (GBR)   | 104e                      |
| 145                       | Jonas Rutsch (GER)        | 69e                       |
| 146                       | Archie Ryan (IRL)         | 29e                       |
| 147                       | Jardi van der Lee (NED)   | 82e                       |

| Alpecin-Deceuninck ADC | Alpecin-Deceuninck ADC    | Alpecin-Deceuninck ADC |
| ---------------------- | ------------------------- | ---------------------- |
| Num                    | Coureur                   | Pos                    |
| 151                    | Maurice Ballerstedt (GER) | 108e                   |
| 152                    | Lars Boven (NED)          | 23e                    |
| 153                    | Juri Hollmann (GER)       | 62e                    |
| 154                    | Tobias Bayer (AUT)        | 40e                    |
| 155                    | Jason Osborne (GER)       | AB-5                   |
| 156                    | Luca Vergallito (ITA)     | 17e                    |
| 157                    | Stan Van Tricht (BEL)     | 84e                    |

| Astana Qazaqstan Team AST | Astana Qazaqstan Team AST | Astana Qazaqstan Team AST |
| ------------------------- | ------------------------- | ------------------------- |
| Num                       | Coureur                   | Pos                       |
| 161                       | Samuele Battistella (ITA) | 121e                      |
| 162                       | Gianmarco Garofoli (ITA)  | 35e                       |
| 163                       | Michele Gazzoli (ITA)     | 120e                      |
| 164                       | Dmitriy Gruzdev (KAZ)     | 80e                       |
| 165                       | Max Kanter (GER)          | 38e                       |
| 166                       | Rüdiger Selig (GER)       | NP-5                      |
| 167                       | Christian Scaroni (ITA)   | 97e                       |

| Lidl-Trek LTK | Lidl-Trek LTK               | Lidl-Trek LTK |
| ------------- | --------------------------- | ------------- |
| Num           | Coureur                     | Pos           |
| 171           | Dario Cataldo (ITA)         | 91e           |
| 172           | Juan Pedro López (ESP)      | 16e           |
| 173           | Bauke Mollema (NED)         | 15e           |
| 174           | Jacopo Mosca (ITA)          | 79e           |
| 175           | Quinn Simmons (USA) (route) | 61e           |
| 176           | Natnael Tesfatsion (ERI)    | 50e           |
| 177           | Mathias Vacek (CZE) (route) | 64e           |

| Groupama-FDJ GFC | Groupama-FDJ GFC      | Groupama-FDJ GFC |
| ---------------- | --------------------- | ---------------- |
| Num              | Coureur               | Pos              |
| 181              | Clément Davy (FRA)    | 115e             |
| 183              | Fabian Lienhard (SUI) | 96e              |
| 184              | Enzo Paleni (FRA)     | 70e              |
| 185              | Laurence Pithie (NZL) | 22e              |
| 186              | Rudy Molard (FRA)     | AB-3             |
| 187              | Reuben Thompson (NZL) | 48e              |

| Australie AUS | Australie AUS    | Australie AUS |
| ------------- | ---------------- | ------------- |
| Num           | Coureur          | Pos           |
| 191           | Michael Storer   | 20e           |
| 192           | Damien Howson    | 9e            |
| 193           | Declan Trezise   | 100e          |
| 194           | Tristan Saunders | 93e           |
| 195           | Luke Burns       | 67e           |
| 196           | Jackson Medway   | 106e          |
| 197           | Liam Walsh       | 114e          |

| UAE Team Emirates UAD | UAE Team Emirates UAD   | UAE Team Emirates UAD |
| --------------------- | ----------------------- | --------------------- |
| Num                   | Coureur                 | Pos                   |
| 1                     | Alessandro Covi (ITA)   | 107e                  |
| 2                     | Finn Fisher-Black (NZL) | 63e                   |
| 3                     | Álvaro Hodeg (COL)      | 127e                  |
| 4                     | António Morgado (POR)   | 47e                   |
| 5                     | Diego Ulissi (ITA)      | 19e                   |
| 6                     | Michael Vink (NZL)      | 98e                   |
| 7                     | Isaac Del Toro (MEX)    | 3e                    |

| Team Jayco AlUla JAY | Team Jayco AlUla JAY     | Team Jayco AlUla JAY |
| -------------------- | ------------------------ | -------------------- |
| Num                  | Coureur                  | Pos                  |
| 11                   | Caleb Ewan (AUS)         | 103e                 |
| 12                   | Simon Yates (GBR)        | 7e                   |
| 13                   | Luke Plapp (AUS) (route) | NP-4                 |
| 14                   | Kelland O'Brien (AUS)    | 90e                  |
| 15                   | Michael Hepburn (AUS)    | 129e                 |
| 16                   | Chris Harper (AUS)       | 26e                  |
| 17                   | Campbell Stewart (NZL)   | 122e                 |

| Bahrain Victorious TBV | Bahrain Victorious TBV      | Bahrain Victorious TBV |
| ---------------------- | --------------------------- | ---------------------- |
| Num                    | Coureur                     | Pos                    |
| 21                     | Nicolò Buratti (ITA)        | 119e                   |
| 22                     | Phil Bauhaus (GER)          | 88e                    |
| 23                     | Jack Haig (AUS)             | 10e                    |
| 24                     | Fran Miholjević (CRO)       | 87e                    |
| 25                     | Johan Price-Pejtersen (DEN) | 130e                   |
| 26                     | Cameron Scott (AUS)         | NP-4                   |
| 27                     | Torstein Træen (NOR)        | NP-5                   |

| Soudal Quick-Step SOQ | Soudal Quick-Step SOQ    | Soudal Quick-Step SOQ |
| --------------------- | ------------------------ | --------------------- |
| Num                   | Coureur                  | Pos                   |
| 31                    | Julian Alaphilippe (FRA) | 6e                    |
| 32                    | Josef Černý (CZE)        | 126e                  |
| 33                    | James Knox (GBR)         | 30e                   |
| 34                    | Casper Pedersen (DEN)    | 83e                   |
| 35                    | Pieter Serry (BEL)       | 59e                   |
| 36                    | Antoine Huby (FRA)       | 27e                   |
| 37                    | Gil Gelders (BEL)        | 76e                   |

| Decathlon-AG2R La Mondiale DAT | Decathlon-AG2R La Mondiale DAT | Decathlon-AG2R La Mondiale DAT |
| ------------------------------ | ------------------------------ | ------------------------------ |
| Num                            | Coureur                        | Pos                            |
| 41                             | Clément Berthet (FRA)          | 46e                            |
| 42                             | Franck Bonnamour (FRA)         | 54e                            |
| 43                             | Jaakko Hänninen (FIN)          | 41e                            |
| 44                             | Paul Lapeira (FRA)             | 77e                            |
| 45                             | Valentin Paret-Peintre (FRA)   | 8e                             |
| 46                             | Nans Peters (FRA)              | 71e                            |
| 47                             | Bastien Tronchon (FRA)         | 21e                            |

| Intermarché-Wanty IWA | Intermarché-Wanty IWA  | Intermarché-Wanty IWA |
| --------------------- | ---------------------- | --------------------- |
| Num                   | Coureur                | Pos                   |
| 51                    | Lilian Calmejane (FRA) | 24e                   |
| 52                    | Biniam Girmay (ERI)    | 56e                   |
| 53                    | Madis Mihkels (EST)    | 74e                   |
| 54                    | Tom Paquot (BEL)       | 113e                  |
| 55                    | Simone Petilli (ITA)   | 58e                   |
| 56                    | Dion Smith (NZL)       | 57e                   |
| 57                    | Georg Zimmermann (GER) | 12e                   |

| Israel-Premier Tech IPT | Israel-Premier Tech IPT | Israel-Premier Tech IPT |
| ----------------------- | ----------------------- | ----------------------- |
| Num                     | Coureur                 | Pos                     |
| 61                      | George Bennett (NZL)    | 36e                     |
| 62                      | Guillaume Boivin (CAN)  | 125e                    |
| 63                      | Simon Clarke (AUS)      | 68e                     |
| 64                      | Derek Gee (CAN)         | 52e                     |
| 65                      | Nick Schultz (AUS)      | 11e                     |
| 66                      | Corbin Strong (NZL)     | AB-5                    |
| 67                      | Stephen Williams (GBR)  | 1er                     |

| Ineos Grenadiers IGD | Ineos Grenadiers IGD   | Ineos Grenadiers IGD |
| -------------------- | ---------------------- | -------------------- |
| Num                  | Coureur                | Pos                  |
| 71                   | Filippo Ganna (ITA)    | 116e                 |
| 72                   | Laurens De Plus (BEL)  | 45e                  |
| 73                   | Leo Hayter (GBR)       | 123e                 |
| 74                   | Jhonatan Narváez (ECU) | 2e                   |
| 75                   | Joshua Tarling (GBR)   | 55e                  |
| 76                   | Ben Swift (GBR)        | 110e                 |
| 77                   | Elia Viviani (ITA)     | 118e                 |

| Bora-Hansgrohe BOH | Bora-Hansgrohe BOH     | Bora-Hansgrohe BOH |
| ------------------ | ---------------------- | ------------------ |
| Num                | Coureur                | Pos                |
| 81                 | Sam Welsford (AUS)     | 99e                |
| 82                 | Roger Adrià (ESP)      | 18e                |
| 83                 | Patrick Gamper (AUT)   | 75e                |
| 84                 | Filip Maciejuk (POL)   | 94e                |
| 85                 | Ryan Mullen (IRL)      | 117e               |
| 86                 | Danny van Poppel (NED) | 101e               |
| 87                 | Ben Zwiehoff (GER)     | 13e                |

| Team dsm-firmenich PostNL DFP | Team dsm-firmenich PostNL DFP | Team dsm-firmenich PostNL DFP |
| ----------------------------- | ----------------------------- | ----------------------------- |
| Num                           | Coureur                       | Pos                           |
| 91                            | Patrick Bevin (NZL)           | 109e                          |
| 92                            | Pavel Bittner (CZE)           | 92e                           |
| 93                            | Patrick Eddy (AUS)            | AB-6                          |
| 94                            | Chris Hamilton (AUS)          | 25e                           |
| 95                            | Sean Flynn (GBR)              | 86e                           |
| 96                            | Emīls Liepiņš (LAT) (route)   | 95e                           |
| 97                            | Oscar Onley (GBR)             | 4e                            |

| Cofidis COF | Cofidis COF           | Cofidis COF |
| ----------- | --------------------- | ----------- |
| Num         | Coureur               | Pos         |
| 101         | Piet Allegaert (BEL)  | 102e        |
| 102         | Rubén Fernández (ESP) | 53e         |
| 103         | Eddy Finé (FRA)       | 44e         |
| 104         | Milan Fretin (BEL)    | 72e         |
| 105         | Oliver Knight (GBR)   | AB-2        |
| 106         | Simon Geschke (GER)   | 42e         |
| 107         | Axel Mariault (FRA)   | 39e         |

| Arkéa-B&B Hotels ARK | Arkéa-B&B Hotels ARK    | Arkéa-B&B Hotels ARK |
| -------------------- | ----------------------- | -------------------- |
| Num                  | Coureur                 | Pos                  |
| 111                  | Louis Barré (FRA)       | 28e                  |
| 112                  | Anthony Delaplace (FRA) | 51e                  |
| 113                  | Laurens Huys (BEL)      | 112e                 |
| 114                  | Kévin Ledanois (FRA)    | 78e                  |
| 115                  | Daniel McLay (GBR)      | 128e                 |
| 116                  | Miles Scotson (AUS)     | 85e                  |
| 117                  | Michel Ries (LUX)       | 31e                  |

| Movistar Team MOV | Movistar Team MOV         | Movistar Team MOV |
| ----------------- | ------------------------- | ----------------- |
| Num               | Coureur                   | Pos               |
| 121               | Jon Barrenetxea (ESP)     | 32e               |
| 122               | Iván García Cortina (ESP) | 81e               |
| 123               | Ruben Guerreiro (POR)     | 14e               |
| 124               | Johan Jacobs (SUI)        | 124e              |
| 125               | Manlio Moro (ITA)         | 89e               |
| 126               | Vinicius Rangel (BRA)     | 111e              |
| 127               | Gonzalo Serrano (ESP)     | 34e               |

| Team Visma \| Lease a Bike TVL | Team Visma \| Lease a Bike TVL | Team Visma \| Lease a Bike TVL |
| ------------------------------ | ------------------------------ | ------------------------------ |
| Num                            | Coureur                        | Pos                            |
| 131                            | Koen Bouwman (NED)             | 33e                            |
| 132                            | Robert Gesink (NED)            | 49e                            |
| 133                            | Bart Lemmen (NED)              | 5e                             |
| 134                            | Johannes Staune-Mittet (NOR)   | 105e                           |
| 135                            | Milan Vader (NED)              | 37e                            |
| 136                            | Loe van Belle (NED)            | 60e                            |
| 137                            | Mick van Dijke (NED)           | 65e                            |

| EF Education-EasyPost EFE | EF Education-EasyPost EFE | EF Education-EasyPost EFE |
| ------------------------- | ------------------------- | ------------------------- |
| Num                       | Coureur                   | Pos                       |
| 141                       | Harry Sweeny (AUS)        | 66e                       |
| 142                       | Stefan de Bod (RSA)       | 43e                       |
| 143                       | Owain Doull (GBR)         | 73e                       |
| 144                       | Jack Rootkin-Gray (GBR)   | 104e                      |
| 145                       | Jonas Rutsch (GER)        | 69e                       |
| 146                       | Archie Ryan (IRL)         | 29e                       |
| 147                       | Jardi van der Lee (NED)   | 82e                       |

| Alpecin-Deceuninck ADC | Alpecin-Deceuninck ADC    | Alpecin-Deceuninck ADC |
| ---------------------- | ------------------------- | ---------------------- |
| Num                    | Coureur                   | Pos                    |
| 151                    | Maurice Ballerstedt (GER) | 108e                   |
| 152                    | Lars Boven (NED)          | 23e                    |
| 153                    | Juri Hollmann (GER)       | 62e                    |
| 154                    | Tobias Bayer (AUT)        | 40e                    |
| 155                    | Jason Osborne (GER)       | AB-5                   |
| 156                    | Luca Vergallito (ITA)     | 17e                    |
| 157                    | Stan Van Tricht (BEL)     | 84e                    |

| Astana Qazaqstan Team AST | Astana Qazaqstan Team AST | Astana Qazaqstan Team AST |
| ------------------------- | ------------------------- | ------------------------- |
| Num                       | Coureur                   | Pos                       |
| 161                       | Samuele Battistella (ITA) | 121e                      |
| 162                       | Gianmarco Garofoli (ITA)  | 35e                       |
| 163                       | Michele Gazzoli (ITA)     | 120e                      |
| 164                       | Dmitriy Gruzdev (KAZ)     | 80e                       |
| 165                       | Max Kanter (GER)          | 38e                       |
| 166                       | Rüdiger Selig (GER)       | NP-5                      |
| 167                       | Christian Scaroni (ITA)   | 97e                       |

| Lidl-Trek LTK | Lidl-Trek LTK               | Lidl-Trek LTK |
| ------------- | --------------------------- | ------------- |
| Num           | Coureur                     | Pos           |
| 171           | Dario Cataldo (ITA)         | 91e           |
| 172           | Juan Pedro López (ESP)      | 16e           |
| 173           | Bauke Mollema (NED)         | 15e           |
| 174           | Jacopo Mosca (ITA)          | 79e           |
| 175           | Quinn Simmons (USA) (route) | 61e           |
| 176           | Natnael Tesfatsion (ERI)    | 50e           |
| 177           | Mathias Vacek (CZE) (route) | 64e           |

| Groupama-FDJ GFC | Groupama-FDJ GFC      | Groupama-FDJ GFC |
| ---------------- | --------------------- | ---------------- |
| Num              | Coureur               | Pos              |
| 181              | Clément Davy (FRA)    | 115e             |
| 183              | Fabian Lienhard (SUI) | 96e              |
| 184              | Enzo Paleni (FRA)     | 70e              |
| 185              | Laurence Pithie (NZL) | 22e              |
| 186              | Rudy Molard (FRA)     | AB-3             |
| 187              | Reuben Thompson (NZL) | 48e              |

| Australie AUS | Australie AUS    | Australie AUS |
| ------------- | ---------------- | ------------- |
| Num           | Coureur          | Pos           |
| 191           | Michael Storer   | 20e           |
| 192           | Damien Howson    | 9e            |
| 193           | Declan Trezise   | 100e          |
| 194           | Tristan Saunders | 93e           |
| 195           | Luke Burns       | 67e           |
| 196           | Jackson Medway   | 106e          |
| 197           | Liam Walsh       | 114e          |